# Senofonte di Lampsaco
Senofonte (Lampsaco, ... – ...) è stato uno scrittore e geografo greco antico.
Senofonte di Lampsaco (latino Xenophon, greco antico Ξενοφῶν), specializzato in scritti di geografia. 
È citato da Plinio il Vecchio (Naturalis historia IV, 13; VI, 31) e da Gaio Giulio Solino (Solinus).
Fu, con ogni probabilità, l'autore dell'opera intitolata περίπλους ("Periplous" ) Periplo, di cui parla Plinio il Vecchio.